# Caspar von Wolden
Caspar von Wolden, auch von Wolde, (* um 1685 in Kolberg; † vor 1745) war Landrat des Kreises Belgard.
Er stammte aus der uradligen pommerschen Familie von Wolden. Sein Vater Heinrich von Wolden (1662–1712) war Burgrichter von Neustettin und Erbherr auf Wusterbarth.
Seit jedenfalls 1723 bis zu seinem Tode war Caspar von Wolden Landrat des Kreises Belgard.
Caspar von Wolden besaß die Güter Wusterbarth B, Lankow A und Lasbeck B. Einen Teil von Wusterbarth B hatte er von seinem Onkel Zabel Balthasar von Wolden geerbt. Den übrigen Teil, bestehend aus dem sogenannten Schlossgut und der Obermühle, löste er von dem Regierungsrat Hans Joachim von Kleist ein. Einen Teil von Lankow A erwarb er 1736 von Eccard Wilhelm von Kleist, nachdem er den übrigen Teil schon zuvor besaß. Nach seinem Tod fielen seine Güter an seinen Bruder Bogislav Ernst von Wolden.